# (29163) 1989 SF14
1989 أس أف 14 (ويعرف أيضًا باسم (29163) 1989 أس أف 14 وفق تسمية الكوكب الصغير) (بالإنجليزية: 1989 SF14)‏ هو كويكب ضمن حزام الكويكبات؛ وترتيبه 29163 من حيث الاكتشاف.
اكتُشف هذا الجُرم الفلكي بواسطة Kurt Birkle ‏ في 26 سبتمبر 1989.

## وصلات خارجية
- (29163) 1989 SF14 في قاعدة بيانات مختبر الدفع النفاث لأجرام النظام الشمسي الصغيرة

- الاكتشاف · مخطط المدار ·  العناصر المدارية · المعلمات المادية

- (29163) 1989 SF14 على موقع ويكي سكاي: DSS2, SDSS, GALEX, IRAS, Hydrogen α, X-Ray, Astrophoto, Sky Map, Articles and images